# Список дворянских родов Таврической губернии
Список дворян Таврической губернии — официальное печатное издание Таврического дворянского депутатского собрания, которое содержит список дворянских фамилий и лиц, время причисления их к дворянству с указанием их предков. Эти данные приводятся на основании Родословной книги дворян Таврической губернии, которая велась предводителями дворянства по годам и алфавиту с 1785 года. 
В 21-й день апреля 1785 года, данная Екатериной II грамота поставила непременным требованием от дворян: вписывание в «Родословную книгу» той губернии, где имеют они населенное имение. Для того, чтобы вписаться в родословие, нужно предъявить уездному предводителю дворянства права свои на это, а уездный предводитель ходатайство дворянина его уезда со своим засвидетельствованием представлял в губернское дворянское депутатское собрание со всеми представленными документами: подтверждающими дворянские права заявляющего желание вписаться в «Родословную дворянскую книгу» по своей губернии. Сверх того, в грамоте 21 апреля 1785 года указано деление «Родословной книги» на шесть частей и значение этих частей для разрядов дворянства титулованного и нетитулованного, древнего и жалованного по чинам и орденам.

## Исторические условия создания Списка дворян Таврической губернии
К сожалению, никогда не существовало полного списка дворян Российской империи, хотя незадолго до революции и была учреждена Департаментом Герольдии Правительствующего сената так называемая Всероссийская дворянская родословная книга — для лиц, выслуживших дворянство, но по каким-либо причинам не причисленным к дворянству определенной губернии. Дело в том, что в начале XX века дворянские собрания получили право отказывать в причислении к местному дворянству. Иногда при этом они руководствовались вероисповеданием данных лиц: без энтузиазма рассматривались, например, подобные ходатайства лиц иудейского вероисповедания. Впрочем, и лицу православному могло быть отказано в причислении к дворянству данной губернии. Так, например, Московское депутатское собрание отказало во внесении в местную родословную книгу князьям Гантимуровым, утвержденным Сенатом в достоинстве князей тунгусских, поскольку семья не имела в губернии недвижимой собственности.
Принадлежность к дворянству доказывалась в губернском дворянском собрании; с 1785 года, то есть со времени издания Императрицей Екатериной II «Жалованной грамоты дворянству», лица, признанные в дворянском достоинстве по происхождению или по личным заслугам, вносились в губернскую родословную книгу; из губернии дела о дворянстве поступали на утверждение в Герольдию Сената; туда же из губернских собраний ежегодно высылались списки лиц, причисленных к уже утвержденным в дворянстве родам. Происхождение из дворян определенной губернии фиксировалось и в послужных списках чиновников и военных, хотя часто указывалась не губерния, по которой числился их род, а губерния, в которой родились они сами

## Содержание Списка дворян Таврической губернии
Родословная книга разделяется на шесть частей. В первую часть вносились «роды дворянства жалованного или действительного»; во вторую часть — роды дворянства военного; в третью — роды дворянства, приобретенного на службе гражданской, а также получившие право потомственного дворянства по ордену; в четвертую — все иностранные роды; в пятую — титулованные роды; в шестую часть — «древние благородные дворянские роды».
В оглавлении наводится алфавитный список дворян, с указанием в какую часть данной книги внесён род и на какую страницу. В основном содержании приводятся номера указов Сената и определений Таврического дворянского депутатского собрания, указан год, месяц и число данных документов, по которым были внесены соответствующие дворяне в Список.

## Алфавитный список дворян, внесённых в родословную книгу Таврической губернии
- Абдураманчиковы, Августиновичи, Аверкиевы, Ага-Абдуловы, Ага Джакаминские, Адамопуло, Адажевичи, Адиль-Гиреи, Айвазовы, Албанские, Авелизопуло, Александровы, Алексиано, Алешкевичи, Аместовы, Анастасьевы, Ангели, Андзелевичи, Андреевские, Андреевы, Андриевские, Андрузские, Антипы, Антиповы, Антоновы, Антоновичи, Антуновичи, Апостоловы, Аракеловы, Арапины, Аргинские, Арендты, Арищенко, Архиповы, Аршуковы, Ахметовы, Ачказа-Аги

- Бажановы, Базилевичи, Балатуковы, Балдани, Бальзам, Бао, Бараганские, Барактаревы, Барановские, Бардаки, Барнасуз, Барышевы и Радчевские, Батыр-Челеби-Муфтизаде, Бахманы, Башмаковы, Безкровные, Безпаловы,  Бегайли-Ногъай (Бегалиевы)[Бегашевы],

Бей-Тикетовы, Бей-Булгаковы, Белые, Беловы, Беловодские, Белокриницкие, Белух, Беры, Берко, Бернадзкие, Бертье-Делагарди, Берфельд, Берх, Берхмановы, Бетлинги, Бец-Харченко, Бибиковы, Билевские (Билявские), Билимовы, Билинские, Бирнбаум, Битнеры, Биттнеры, Биярслановы, Бобыревы, Богаевские, Божовичи, Бойко, Болдани, Бонизело, Бориспольские, Браамсы, Браилко, Бракеры, Бреусовы, Брюхачевы, Брянские, Букиничи, Булатовы, Булгаковы, Буличи, Бурачковы, Бурназовы, Бутковские, Бутми-де-Кацман, Бутурлины, Бутынские, Бухальцовы, Буцкие
- Вавиловы, Василевы, Васильевы, Васневские, Вассалы, Вениаминовы-Ага, Вердеман, Веснинские, Взметневы, Визинги, Виноградовы, Вирские, Витмер, Вишневецкие, Владиславские-Падалка, Власовы, Властари, Властовы, Водоциано, Войналовичи, Волошкевичи, Волчанецкие, Воронины, Врангель бароны, Вратновские, Вриони, Вураки, Вусковичи-Кулевы, Выражевичи-Водопьяновы, Высоцкие, Вяткины

- Гавриловы, Гаевские, Газадиновы, Галаховы, Галузинские, Ганскау, Гапони, Гарзуни, Гаркуши, Гармашевы, Гарнаки, Гаспринские, Гаховы-Захарьевичи, Геденшторм, Гелениат, Генбачевы, Генкель, Георгандопуло, Георгиевы (Цириготи), Гербаневские, Герцыковы (Лубны), Гладкие, Глебовы, Гнутовы, Говоровы, Годжановы, Годзи, Голубовы, Гоняевы, Горы, Горенко, Гохвельт, Граматиковы, Грапероны, Грековы, Григоровы, Гриневичи, Гроссманы, Грязновы, Гулькевичи, Гунали, Гуржи, Гуржеевы (дипл.), Гурьевы

- Давыдовы, Дандри, Данилевские, Данненберг, Дафнитии, Дедовы, Дедоменики, Деклизы, Де Лазари, Делищевы, Демочани, Демьяненко, Демяненко, Денисевич, Дергачевы, Дероберти, Де-Росси, Дессерры, Деттеры, Джаминские, Джандатовы, Джан-Клычевы, Джемиль-Эфенди, Джибели, Джиоти, Дзюбины, Димаки-Дерикаси, Дмитракопуло, Дмитриевы, Добачевские, Добровольские, Домбровские, Дробязгины, Дубнские, Дубравские, Дубские, Дуза, Дулины, Дуловы, Дульветовы, Дьяконовы, Дюбрюкс, Дядины

- Евдошенковы, Егоровы, Едиге, Едилерские, Элмаджи-Оглу, Эмин-бей-Тойза-Оглу, Эмировы, Еранцовы (герб), Эргардт, Еременковы, Ермаковы, фон-Эссен

- Жегочевы, Жежеленко, Желиповы, Жердевы, Жеребцовы, Жизневские, Жировы, Жмелевы, Жуковские

- Забродины, Забродские, Завадские, Загоровские, Занегины, Заравины, Зафиропуло, Зейглеры, Змеевы, Зотовы,

- Ивановы, Ивченко, Игнатьевы, Изнары, Иениши, Иеромузи, бароны Икскул-Гильденбанд, Ильенко, Ильинские, фон-Иорк

- Казаковы, Кази, Казначеевы, Калаерак, Каламары, Калантаевы, Калига, Калиты, Калоерос, Кальницкие, Капилети, Карабашевы, Каракошевы, Карамановы, Караценковы, Карашайские, Карденко, Кармалеевы, Карнанати, Карпенко, Карсаковы, Картбийские, Кацари, Кациеровы, Качиони, Качони, Кашкадамовы, Квятковские, Кеменчинские-Джанбаевы, Кеппен (дипл.), Кесслер, Киво, Кипчитские, Кирбах, Кирияковы, Кирко, Киркопуло, Кистень, Кнорринг, Княжевичи, Ковалевские, Ковалевы, Коваленко, Ковальчук, Кованько, Ковшины, Козаковы, Козинцовы, Козловские, Кокораки, Колбасьевы, Колодины, Коломийцы, Колосовы, Колчак, Комаровские, Комендантов, Кондараки, Конкевичи, Коноваловы, Конради, Кораблевские, Корди, Кореневские, Коринфеевы, Корольковы, Коронелли, Корочаны, Корчаны, Костинские, Котляревские, Красиковы, Красовичи, Критские (герб), Крицкие, Кругликовские, Крыжановские, Крымские, Крымчаевы, Крым-Гиреи, Крюковы, Кряхины, Ксирихи, Куклярские, Кульчицкие, Курт-Амет-Хазиевы, Курута, Кутейниковы, Кутеповы, Кутровы, Кушакевичи, Кушниковы

- Лагорио, Лазаревы, Ланге, Ларионовы, Левы, Левенцы, Левенцовы, Левицкие, Левошки, Ленгаровы, Леоновы, Леонтьевы, Ливенцовы, Лики, Лимновские, Липараки, Лисовские, Ловягины, Лоде, Ломовцовы, Луговские, Лукины, Лулудаки, Лучинские

- Мавраганы, Маврогоновы, Мазганы, Мазуревские, Майбороды, Майеры, Майсуродхины, Макролио, Максимовичи, Малевичи, Маловичко, Малюты, Мамуни, Мансурские, Манто, Манулаки, Маняти, Маркаковы, Марковы, Мармараки, Мартыно, Мартыновы, Масковенки, Маскопуло, Матусевичи, Мауне, Маценко, Машнины, Мейер, Мелеки, Мелетги-Беи, Метакса, Мизировы, Миленко, Миленко-Стайковичи, Мильгаузы, Мины, Мири, Мировы, Мирьяли, Митаксы, Митермоны, Митричовичи, Митровичи, Михайли, Михно, Морозовы, Мочульские, Мошколовы, Мошнины, Муликовские, Мурзаевы, Мурзинау, Муромцовы, Муфтий-Заде, Мухины, Муяки, Мысловские, Мышковские, Мясоедовы

- Нагибины, Назаровы, Назарьевы, Нееловы, Непенины, Нестроевы, Нечволодовы, Нечкевичи, Нешковичи, Никитины, Никифоровы, Николаевы, Ниро, Ниязовы, Новиковы, Новицкие, Новгородские, Нотары, Нужновы

- Овсянико-Куликовские, Оже, Озеровы, Околовы, Окулов-Кулак (герб), Оливе (герб), Онучкины, Офрейны, Очеретько

- Падалка, Падейские, Палаухин, Палеолог, Палимпсестовы, Панас, Папа-Афансопуло, Папалекси, Папаруп, Папаставро, Папафедоров, Папахристо, Парпуль, Пасхали, Патаниот, Пекарские, Пенезевы, Перекомские, Перовские, Петренко, Петровы, Пещанские, Пивоваровы, Пиленко, Пинаевы, Пиотровские, Пироцкие, Пискорские, Позерн, Полидорович-де-Силло, Померанцевы, Пономаревы, Попандопуло, Попович-Литвак, Поповы, Посполитаки, Постниковы, Постоленко, Потемкины, Прейс, Пржинодские, Прокофьевы, Псимо, Птицыны, Пугачевы, Пудерс, Пукаловы, Пулло, Пшичкины, Пылковы

- Радкевичи, Радчевские, Раевские, Райские, Ракитины, Раковские, Рафановичи, Ревелиоти, Ризаки, Ризнич, Риман, Рогули, Родионовы, Розовы, Романовы, Ростовские, Рубо-де-Понтевес, Рудаковы, Руденко, Рудзевичи, Рудневы, Рудницкие-Якубовичи, Руссет, Рыковы, Рындовские, Рюмины

- Савельевы, Савенковы, Савицкие, Сагайдашные, Сазоновы, Сальти, Самарские, Самедины-Ага, Самойловы, Самойловичи, Саморядовы, Сарабудзкие, Саранакиевы, Сарынаяки, Сатие, Саханские (герб), Сагавец-Феодорович, Свищевы, Селивани, Семенцы, Сенденкил, Сербиновы, Серебряковы, Сестрицыны, Скибинские, Скирмунты, Скодовские, Скорловы, Скрягины, Скулидо, Славинские, Славичи, Смирновы, Смолины, Соколовские, Соколовы, Сокологорские, Соловьевы, Солодовниковы, Солоники, Солтановские, Сорочаны, Сосновские, Сотири, Спартины, Ставраки, Сталыпины, Стали бароны, Стамати, Станкевичи, Стапиковские, Стевен, Степановы, Стериовы, Стржимечные, Струковы, Сушинские

- Тамашевы, Тарасовы, Тарновские, Тебертинские, Тимофеевы, Тимченко-Ярещенко, Товстоноговы, Тодоровы, Толмачевы, Толомузи, Толпыги, Толстовы, Томары, Томашевские, Томашевы, Тороповы, Травины, Троглазовы, Третьяковы, Тригони, Тринклеры, Троицкие, Трофимовы, Трушевские, Труши, Тумановы, Турковы, Тучанские

- Уманцы, Унтоны, Урусовы и Азнауровы

- Фабр, Фаворовы, Фальц-Фейны, Феодори, Фесенко, Фиерковские, Фик, Филадельфины, Филатовы, Филемовы, Фиодоровичи, Фолендорфы, Фомины, Фоти, Фроловы, Фурсенко

- Хабловские, Хаджопуло, Ханджогло, Хандровы, Хартулари, Хвицкие (герб), Херхеулидзе, Химницы, Химони, Хлуденевы, Хомутовы, Хорешман, Христовские (герб), Христофоровы, Хункаловы, Хункеловы

- Цакни, Цветковы, Цейер, Цеценевские, Цирули, Цомакиани

- Чабовские, Чакировы, Чалбашевы, Чапони, Чевати, Чекуновы, Чепурные, Чергеевы, Черненко, Чернявские, Чехи, Чиракчи-Оглу, Чирик-Оглу, Чишиничи

- Шаликовы князья, Шемякины, Шепетовские, Шепины, Шереметевы, Шереметьевы, Шестериковы, Шидянские, Шиловы, Мурз Ширинских, Широковы, Шишкины, Шмаковы, Шмиты, Шостаки, Шруфы, Шульга, Шурхайло

- Щастливцевы, Щекины, Щербаны, Щербинские, Щербины, Щитинские

- Юлегины

- Яворские, Ягмины, Яковлевы, Якубинские, Якубовичи-Рудницкие, Яновские, Янушевские, Янушковские, Яровы-Равские, Ярошевские, Ясникольские, Яценко, Яшлавские